# Седна (митология)
Вижте пояснителната страница за други значения на Седна.
Тази статия се отнася за ескимоска богиня. Вижте статията за планетоида кръстен на нейно име – 90377 Седна.
Седна е божество в ескимоската митология, известно в различните части на ескимоските земи под различни имена (Арнакуагсак, Имапинуа, Неривик, Нулиаюк, Сиарнак). Може да бъде открита в митовете на племена от Западна (Арнакуагсак – „старата жена“) и Източна Гренландия (Имапинуа – „майка на морето“) до племена като нетсиликите в Канада (Нулиаюк) и Аляска (Неривик). Тя обитава дъното на морето и повелителка на всички животни, които от време на време дава на хората за препитание. Седна е и владетелка на Адливун – замръзналото подземно царство.

## Легенда
Според едни предания Седна е подобна на русалка и е дъщеря на демиурга Ангута и неговата жена. Тя била тъй голяма и гладна, че изяждала всичко в дома на родителите си. Стигнало се дотам, че изгризала едната ръка на баща си докато спял. Според някои версии на мита се оженила за куче. Ангута така се вбесил, че я бутнал от едно кану. Тя се стиснала здраво за ръба на кануто, ала баща ѝ отскубнал хватката ѝ пръст по пръст. Тя потънала към Адливун, ставайки господарка на чудовищата в дълбините. Огромните ѝ пръсти се превълнали в тюлени, морски лъвове и китове, които отпосле се ловели от ескимосите.
В Америка битува и образ на Седна като злокобна едноока и безпръста старица с подпухнало тяло. В антропоморфната си форма е изобразявана и като морж – най-царствения морски бозайник. В този вид легендата разказва за нея, като за млада девица, отказала се в незапомнени времена от брак, за да се грижи за престарелия си баща. В замяна морето ѝ отнело девическата красота. Един ден обаче красив и богат чуждоземец пристигнал с каяк. Той предлагал в изобилие китова мас – скъпа и труднодостъпна суровина, скъпи кожи и рибено масло. Седна се оставила да бъде примамена в каяка и скоро двамата се оженили. Ала макар чужденецът да я обожавал и да ѝ давал всеотдайно любовта си, не след дълго Седна започнала да го намира за отблъскващ. „Не си този, за когото се ожених“, казвала тя и наистина – открила истинския облик на жениха си. Той бил демон-птица. През това време, измъчван от болки, бащата на Седна решил да я потърси и отплавал към Острова на птиците. Там открил нещастната си дъщеря. Взел я със себе си и я отвел. Ала щом демонът се прибрал и открил липсата на жена си се впуснал в преследване. Скоро той догонил бегълците. Седна опитала да се скрие под кожено покривало, ала демонът бил тъй могъщ, че небето почерняло в страшна буря, а морето кипнало. Всички хора били застрашени от катаклизма. В отчаянието си бащата на Седна решил да я хвърли в морето. И отново тук е въведен мотивът за отскубването – Седна се заловила за ръба на лодката, ала суровият ѝ баща откопчил хватката ѝ. Небесата мигом се прояснили, демонът отлетял и настанал покой. Отскубнатите пръсти на Седна попаднали на един айсберг, където се превърнали в първите морски зверове. Седна потънала до дъното и станала владетелка на Арктическите морски глъбини. Тя решава съдбата на своето царство, както и на прехраната на хората, ловящи нейните създания.
Никак не е добре да тръгнеш на лов, без да си отпратил молитва на Седна, казват ескимосите. А ако успееш да постигнеш шамански транс, да слезеш до морското дъно и да разрешеш тъмните ѝ коси, тя ще ти осигури тюлен, а може би дори цял морж за вечеря за дълги дни. Причината за разресването косите на Седна е, че когато хората грешат, греховете им се отлагат по морското дъно и сплъстяват косата ѝ. Когато това стане, тя се гневи и държи своите морски дарове на страна от бреговете. Тогава шаманът трябва със специалните си ритуали да напусне телесната си обвивка и да слезе до дъното, за да разреше косите на богинята.
В митовете на племена като нетсиликите Седна е повелителка на животните въобще – морски и сухоземни. По правило (вероятно поради горчивия си опит) Седна е недобронамерена към мъжете. Смята се за най-могъщия от духовете.